# كعكة مكوبة

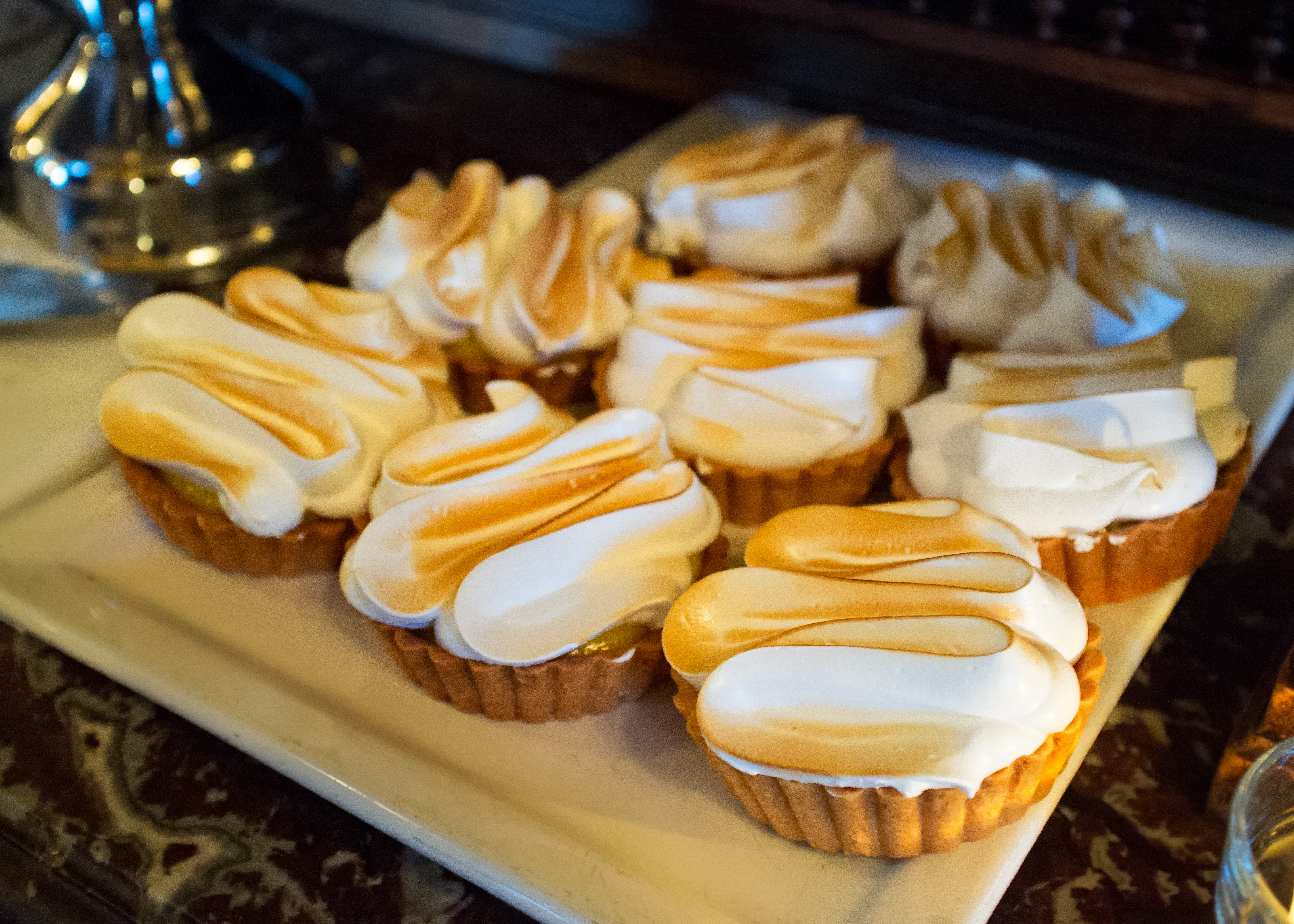
كَبكيكة الليمون

الكَعكة المُكوَّبة (بالإنجليزية: cupcake)‏ وتنقحر: كاب كيك، هي كعكة صغيرة مصممة لتقديمها لشخص واحد، وعادة ما يتم تغليفها بأكياس رقيقة وصغيرة أو بأكواب مصنوعة من الألومنيوم. كما هو الحال مع الكعك، تزين بالكريمة والزينة الأخرى، مثل السبرنكلز (السكاكر)، شائعة على الكعك.
على الرغم من أن أصلها غير معروف، فقد طبعت وصفات للكعك على الأقل منذ أواخر القرن الثاني عشر يحضّر غالباً في أعياد الأطفال بعد أن يزيّن بأشكال و ألوان مختلفة. يحضّر الكعك المُكَوَّب من الطحين، السكر، البيض، الحليب، البايكنغ باودر، الزبدة، الفانيليا والملح. في حال التزيين بالكريما، تحضر من الزبدة، السكر، الفانيليا ونشا الذرة. يحتوي هذا الكيكةعلى كمية عالية من الوحدات الحرارية إذ إنه يحتوي على كمية عالية من الدهون خاصة من جراء استعمال الزبدة.
ظهرت الكعكة المكوبة في بدايه القرن التاسع عشر في أمريكا، وسبب تسميتها بالكعكة المكوبة منهم من قال يرجع لهيئة الكيكة أو شكلها كشكل الكوب، ومنهم من قال: لانها كانت تقاس مقادير الكيك بالاكواب المعياريه مثلا كوبين دقيق وكوب زيت وكوب حليب … الخ، فسميت الكعكة المكوبة.

## الوصفة
يُستخدم في صنع الكعك المُكَوَّب المكونات الأساسية نفسها التي تستخدم لصنع كعكة بالحجم العادي: الزبدة والسكر والبيض والدقيق.
يمكن استخدام أي وصفه مناسبه مُعدّه لصنع كيكة في خَبز الكعك المُكَوَّب. خليط الكعكة المستخدم في خبز الكعك المُكَوَّب يمكن أن يكون ذات نكهه، أو ذات مكونات أخرى، مثل الزبيب، أو التوت، أو المكسرات، أو رقائق الشوكولاتة.
نظرًا لصغر حجمها يخبز الكعك المُكَوَّب بصوره أسرع بكثير من الكعكة العادية. أثناء الخبز، يزداد حجم الخليط ف البداية بسبب إنتاج غاز ثاني أكسيد الكربون، ثم ينخفض عند التبريد بسبب التخلص من غازات التخمر. من الممكن ان يتم تزيين الكعك المُكَوَّب بالكريم أو أي نوع زينة أخر. ومن الممكن أن تتزين بالكريمة، أو الفاكهة، أو كريمة المعجنات.
بالنسبة الخبازين الذين يصنعون أعداد صغيره من الكعك المُكَوَّب المعبأ، عادة ما يتم ذلك باستخدام معلقه أو سكين لغرف ثقب صغير في الجزء العلوي للكعك المُكَوَّب. طريقة أخرى هي فقط مجرد إدخال كيس المعجنات ف منتصف الكعك المُكَوَّب. في المخابز التجارية، يمكن حقن الحشو باستخدام حقنة. يمكن استخدام الكعك المُكَوَّب المصنوع بشكل جيد للمناسبات الخاصة.

## أشكال أخرى للكعكة المُكَوَّبة
- وضع الكعكة في قدح هو شكل مختلف للكعك المُكَوَّب الذي اكتسب شعبية كبيره ف العديد من منتديات الطبخ على الإنترنت. تستخدم هذه التقنية قدحاً كوعاء للطبخ والذي يمكن استخدامه في فرن الميكروويف. غالباً ما يستغرق إعداد الوصفة أقل من خمس دقائق. يرتفع حجم الكعكة عن طريق خلط الزيوت النباتية (عادة ما يكون زيت الزيتون أو زيت عباد الشمس) في خليط من الدقيق ومكونات أخرى - مع ارتفاع درجه حرارة الزيت في الخليط، فأنه يخلق جيوب هوائية في الخليط مما يسمح للكعكة بالارتفاع بسرعة. أصبح هذا البديل شائعاً في السنوات الأخيرة من خلال وجود العديد من مقاطع الفيديو على مواقع التواصل الاجتماعي، حيث يدعى كل منهم بوصف أسرع طريقه لإعداد المنتج بشكل نهائي.
- خبز الكعكة في جُرة/ برطمانا هي طريقه أخرى لصنع الكب كيك. يستخدم الخباز جُرة زجاجية بدلاً من بطانات خبز الكب كيك.
- كعكة الفراشة هي نوع من الكب كيك،[4][5][6][7] يمكن أن تكون مصنوعة من أي نكهه كعك. يتم قطع الجزء العلوي من الكعكة الخرافية أو نحتها بمعلقة وتقطع إلى النصف. بعد ذلك، يتم وضع الكريمة المخفوقة، القشدة، أو غيرها من الحشو اللذيذة مثل (المربى) في الثقب. وأخيراً، يتم لصق نصفين الأجنحة في كريمة الزبدة ليشبه اجنحة الفراشة.[8] وغالبا ما تزين أجنحة الكعكة بكريمة الكعك لتشكيل أنماط مختلفة. يمكن تحضير الكب كيك المغطى بالكريمة للمناسبات الخاصة مثل استحمام الطفل، التخرج، أو العطلات.[9]
- كرة الكعكة هي جزء فردى من الكعك، مستديره مثل كرة الشكولاتة المغطاة بالشوكولاتة. عادة ما يتم تشكيلها من كعكة مفتتة ممزوجة مع كريم بدلاً من خبزها كشكل كروي.[9]
- كبديل عن صحن الكعك الفردي، يضع بعض الخبازيين الكب كيك في قالب وتشكيلها بالكريمة ليشكل تصميم كبير، مثل سلة من الزهور أو شكل سلحفاة .